# Farouk Ben Mustapha
Farouk Ben Mustapha (Bizerte, 1 de julho de 1989) é um futebolista tunisiano que atua como goleiro e atualmente esta sem clube.

## Seleção
Farouk Ben Mustapha representou o elenco da Seleção Tunisiana de Futebol no Campeonato Africano das Nações de 2015 e Copa do Mundo de 2018, sendo o goleiro reserva e entrando na estreia do país na competição contra a Inglaterra.